# PES 2011
PES 2011 (abbreviazione di Pro Evolution Soccer 2011 e conosciuto in Asia come World Soccer: Winning Eleven 2011) è un videogioco calcistico prodotto da Konami, con l'assistenza per la produzione del Blue Sky Team, facente parte della celebre serie di Pro Evolution Soccer. Il gioco è stato annunciato il 9 febbraio 2010 ed è uscito sul mercato il 30 settembre 2010 per PC, PlayStation 3 e Xbox 360, mentre è stato pubblicato il 28 ottobre 2010 nelle versioni per Nintendo Wii, PSP, PlayStation 2, iPhone ed iPod touch.
Per la prima volta sono presenti nella serie la Coppa Libertadores e la Supercoppa UEFA. Sono state invece confermate l'UEFA Champions League e l'UEFA Europa League.
Lionel Messi è, come in PES 2009 e PES 2010, il testimonial del gioco.

## Nuove caratteristiche
Rispetto alla versione precedente sono stati migliorati l'aspetto grafico e l'IA, ma la principale innovazione riguarda il nuovo sistema di passaggi a 360°, che garantisce una maggiore libertà d'azione. In aggiunta alla classica barra della potenza in questa versione sono presenti le barre del tiro e della resistenza. Anche la velocità di gioco è stata rinnovata, essendo stata diversificata a seconda delle situazioni di gioco. Sono infine state introdotte nuove animazioni e finte.
A livello di contenuti, a differenza dei precedenti capitoli in PES 2011 sono presenti la Coppa Libertadores e la Supercoppa Europea (quest'ultima disponibile solo nel Campionato Master e in Diventa un mito), la possibilità di disputare la Master League online ed un editor degli stadi.

## Trailer e demo
Il primo trailer del gioco è stato pubblicato il 4 maggio 2010, mentre un altro fu proposto all'E3 2010.
Una demo di PES 2011 fu pubblicata per PC e PlayStation 3 il 15 settembre 2010. Essa permetteva di disputare un incontro di 10 minuti senza commento potendo scegliere tra quattro squadre disponibili: Barcellona, Bayern Monaco, Chivas de Guadalajara e Internacional.

## PES 2011 3D
PES 2011 3D (conosciuto in Asia come Winning Eleven 3DSoccer) è un videogioco calcistico prodotto da Konami facente parte della celebre serie di PES. Il gioco è stato annunciato nel novembre 2010 ed è uscito sul mercato il 25 marzo 2011 per Nintendo 3DS.
Sono presenti nella serie la Coppa Libertadores, la Supercoppa europea, l'UEFA Champions League e l'UEFA Europa League completamente licenziate.
Lionel Messi è, come in PES 2009, 2010 e 2011, il giocatore testimonial del gioco.

## Telecronisti
- Francese: Grégoire Margotton e Christophe Dugarry
- Giapponese: Jon Kabira, Hiroshi Nanami e Tsuyoshi Kitazawa
- Greco: Christos Sotirakopoulos e Georgios Thanailakis
- Inglese: Jon Champion e Jim Beglin
- Italiano: Pierluigi Pardo e José Altafini
- Portoghese (Brasile): Silvio Luiz e Mauro Beting
- Portoghese (Portogallo): Pedro Sousa e Luís Freitas Lobo
- Tedesco: Wolff-Christoph Fuss e Hansi Küpper
- Spagnolo (Messico): Christian Martinoli e Luis García Postigo
- Spagnolo (Spagna): Carlos Martínez e Julio Maldonado "Maldini"

## Colonna sonora
PES 2011 contiene 24 canzoni con licenza:
- Apples - Theo
- Azymuth - Roda Piao
- Babasónicos - Microdancing
- Balkan Beat Box - Marcha De La Vida
- Black Blood - Aie a Mwana
- Coldrain - Die tomorrow
- Crystal Castles - Celestica
- Data - Aerius Light
- Democustico - Pera
- Destine - In Your Arms
- Elite Force - The Law Of Life
- Fever Ray - When I Grow Up
- Jabberloop X Soft Lipa - Dental Driller
- Keane feat. K'naan - Stop for a Minute
- Konono Nº1 - Wumbanzanga
- Nina Zilli - 50mila
- Nina Zilli - L'Inferno
- Passion Pit - The Reeling
- Phoenix - Armistice
- Shihad - Sleepeater
- The Temper Trap - Sweet Disposition
- The xx - Crystalised (Rory Phillips remix)
- Vampire Weekend - Cousins
- Whitley - Head, First, Down

## Nazionali presenti
In corsivo le nazionali con licenza ufficiale.

### Europa
- Albania
- Andorra
- Armenia
- Austria
- Azerbaigian
- Bielorussia
- Belgio
- Bulgaria
- Croazia[7]
- Cipro
- Danimarca
- Estonia
- Fær Øer
- Finlandia
- Francia
- Galles[8]
- Georgia
- Germania
- Gibilterra
- Grecia
- Inghilterra
- Irlanda
- Irlanda del Nord
- Islanda
- Israele
- Italia
- Kazakistan
- Kosovo
- Lettonia
- Liechtenstein
- Lituania
- Lussemburgo
- Macedonia
- Malta
- Moldavia
- Paesi Bassi
- Norvegia
- Polonia
- Portogallo
- Rep. Ceca
- Romania
- Russia
- San Marino
- Scozia
- Serbia[8]
- Slovacchia[8]
- Slovenia[8]
- Spagna
- Svezia
- Svizzera
- Turchia
- Ucraina[8]
- Ungheria

### Africa
- Algeria[8][9]
- Camerun
- Costa d'Avorio
- Egitto
- Ghana
- Nigeria[8]
- Sudafrica
- Togo[8]
- Angola
- Benin
- Botswana
- Burkina Faso
- Burundi
- Capo Verde
- Rep. Centrafricana
- Ciad
- Comore
- Rep. del Congo
- RD del Congo
- Gibuti
- Eritrea
- Etiopia
- Gabon
- Gambia
- Guinea
- Guinea-Bissau[8]
- Guinea Equatoriale[8]
- Kenya
- Lesotho
- Liberia
- Libia
- Madagascar
- Malawi
- Mali
- Mauritania[8]
- Mauritius[8]
- Marocco
- Mozambico[8]
- Namibia[8]
- Niger[8]
- Ruanda
- São Tomé e Príncipe
- Senegal
- Seychelles
- Sierra Leone
- Somalia
- Sudan
- Sudan del Sud
- eSwatini
- Tanzania
- Tunisia
- Uganda
- Zambia
- Zimbabwe

### Americhe
- Anguilla
- Antigua e Barbuda
- Aruba
- Bahamas
- Barbados
- Belize
- Bermuda
- Bonaire
- Canada
- Isole Cayman
- Antille Olandesi
- Costa Rica
- Cuba
- Curaçao
- Dominica
- Rep. Dominicana
- Grenada
- Trinidad e Tobago
- Guadalupa
- Guatemala
- Guyana
- Guyana francese
- Haiti
- Honduras
- Isole Vergini Americane
- Isole Vergini Britanniche
- Giamaica
- Martinica
- Messico
- Montserrat
- Nicaragua
- Panama
- Porto Rico
- Saint-Martin
- Saint Kitts e Nevis
- Saint Lucia
- Saint Vincent e Grenadine
- Sint Maarten
- Suriname
- Turks e Caicos
- Stati Uniti
- Argentina
- Bolivia
- Brasile
- Cile
- Colombia
- Ecuador[8]
- Paraguay[8]
- Perù[8]
- Uruguay[8]
- Venezuela[8]

### Asia-Oceania
- Afghanistan[8]
- Arabia Saudita[8]
- Cambogia[8]
- Cina[8]
- Taipei cinese[8]
- Corea del Nord[8]
- Corea del Sud
- Emirati Arabi Uniti[8]
- Guam[8]
- Hong Kong[8]
- Giappone
- Giordania[8]
- Tagikistan[8]
- Thailandia[8]
- Timor Est[8]
- Turkmenistan[8]
- Bahrein[8]
- Bangladesh[8]
- Bhutan[8]
- Brunei[8]
- Iraq[8]
- Kirghizistan[8]
- Kuwait[8]
- Laos[8]
- Libano[8]
- Macao[8]
- Maldive[8]
- Malaysia[8]
- Mongolia[8]
- Birmania[8]
- Nepal[8]
- Isole Marianne Settentrionali[8]
- Oman[8]
- Pakistan[8]
- Palestina[8]
- Filippine[8]
- Qatar[8]
- Singapore[8]
- Sri Lanka[8]
- Siria[8]
- Indonesia[8]
- India[8]
- Iran[8]
- Uzbekistan[8]
- Vietnam[8]
- Yemen[8]
- Samoa Americane[8]
- Australia
- Isole Cook[8]
- Figi[8]
- Kiribati[8]
- Nuova Caledonia[8]
- Nuova Zelanda[9]
- Papua Nuova Guinea[8]
- Samoa[8]
- Isole Salomone[8]
- Tahiti[8]
- Tonga[8]
- Tuvalu[8]
- Vanuatu[8]

## Squadre classiche

### Europa
- Classic England[8]
- Classic France[8]
- Classic Germany[8]
- Classic Italy[8]
- Classic Netherlands[8]

### America
- Classic Argentina[8]
- Classic Brazil[8]

## Campionati
Pro League (Belgio)Tutte le 16 squadre con licenza, lega con licenza;
 Premier League2 squadre con licenza (Manchester United e Tottenham), 18 squadre senza licenza (Arsenal, Aston Villa, Blackburn, Blackpool, Birmingham City, Bolton, Chelsea, Everton, Fulham, Liverpool, Manchester City, Newcastle Utd, Stoke City, Sunderland, West Bromwich, West Ham Utd, Wigan Athletic e Wolverhampton), lega senza licenza;
 Football League ChampionshipTutte le 24 squadre con licenza, lega con licenza;
 Football League OneTutte le 24 squadre con licenza, lega con licenza;
 Football League TwoTutte le 24 squadre con licenza, lega con licenza;
 Ligue 1Tutte le 20 squadre con licenza, lega con licenza;
 Ligue 2Tutte le 20 squadre con licenza, lega con licenza;
 BundesligaTutte le 18 squadre con licenza, lega con licenza;
 2. BundesligaTutte le 18 squadre con licenza, lega con licenza;
 Serie A19 squadre con licenza (Bari, Bologna, Brescia, Cagliari, Catania, Cesena, Chievo, Fiorentina, Genoa, Inter, Juventus, Lazio, Lecce, Milan, Napoli, Parma, Roma, Sampdoria ed Udinese), 1 squadra senza licenza (Palermo), lega senza licenza;
 Serie BTutte le 22 squadre con licenza, lega con licenza;
 EredivisieTutte le 18 squadre con licenza, lega con licenza;
 Primeira LigaTutte le 16 squadre con licenza, lega con licenza;
 Liga14 squadre con licenza (Almería, Athletic Bilbao, Atlético Madrid, Barcellona, Deportivo de La Coruña, Espanyol, Getafe, Maiorca, Racing Santander, Real Madrid, Real Zaragoza, Sporting Gijón, Valencia e Villarreal), 6 squadre senza licenza (Hércules, Levante, Malaga, Osasuna, Siviglia e Real Sociedad), lega senza licenza.
 LigaTutte le 22 squadre con licenza, lega con licenza;

## Club senza licenza

### Premier League
- Arsenal - North London
- Aston Villa - West Midlands Village
- Birmingham City - West Midlands City
- Blackburn - Lancashire
- Blackpool - Booktale
- Bolton - Middlebrook
- Chelsea - London FC
- Everton - Merseyside Blue
- Fulham - West London White
- Liverpool - Merseyside Red
- Manchester City - Man Blue
- Newcastle Utd - Tyneside
- Stoke City - The Potteries
- Sunderland - Wearside
- West Bromwich - West Midland Stripes
- West Ham Utd - East London
- Wigan - Lancashire Athletic
- Wolverhampton - Wolves

### Serie A
- Palermo - Xavrenaguel[10]

### Liga
- Hércules - Hecioguel
- Levante - Zelvantes
- Malaga - MLG Blanco/Azul
- Osasuna - Pamp Rojo
- Siviglia - SEV Blanco
- Real Sociedad - SSFB. Azul/Blanco

## Coppa Libertadores
- Colón (SF)
- Estudiantes (LP)
- Lanús
- Newell's Old Boys
- Vélez Sarsfield
- Club Atlético Banfield
- Corinthians
- Cruzeiro
- Flamengo
- Internacional
- San Paolo
- Blooming
- Bolívar
- Real Potosí
- Universidad de Chile
- Universidad Católica
- Colo-Colo
- Independiente Medellín
- Junior
- Once Caldas
- Emelec
- Deportivo Quito
- Deportivo Cuenca
- Cerro Porteño
- Libertad
- Nacional
- Alianza Lima
- Juan Aurich
- Universitario
- Cerro
- Club National
- Racing Montevideo
- Caracas
- Deportivo Italia
- Deportivo Táchira
- Tecos
- Monterrey
- San Luis
- Guadalajara
- Monarcas Morelia

L'Internacional è l'unica di queste squadre che può essere usata fuori dalla modalità Coppa Libertadores.

## Altri club con licenza
- Dinamo Zagabria
- Slavia Praga
- Sparta Praga
- Copenaghen
- HJK Helsinki
- AEK Atene
- Olympiacos
- Panathīnaïkos
- PAOK
- Rosenborg
- Dinamo Bucarest
- CFR Cluj
- Unirea Urziceni
- Spartak Mosca
- Rubin Kazan
- Zenit San Pietroburgo
- Celtic
- Rangers
- Stella Rossa
- AIK
- Basilea
- Beşiktaş
- Fenerbahçe
- Galatasaray
- Šachtar
- Dinamo Kiev
- Boca Juniors
- River Plate
- Internacional

## Club generici

### PES League
- 🇩🇪 Almchendolf
- 🇩🇪 Ehrenhofstadt
- 🇩🇪 Fineseeberg
- 🇩🇪 Theeselvargen
- 🇬🇷 Xakoulagos
- 🇬🇷 Herismakhgia
- 🇵🇹 Marguaparrena
- 🇵🇹 Serignaluca
- 🇷🇴 Celuvaris
- 🇷🇴 Tedloghec
- 🇷🇺 Waryamosuk
- 🇷🇺 Nakhqachev
- 🇬🇧 Saintragler
- 🇬🇧 Blookrows
- 🇹🇷 Mrabspor
- 🇹🇷 Trunecan
- 🇺🇦 Nelapoltsk
- 🇺🇦 Gharenetova

Questo campionato è formato da 18 squadre con nome e logo completamente modificabili ed appare nel Campionato Master.

### Campionato D2
- 🇬🇧 Wondengine Town
- 🇫🇷 C.S. Squanoer
- 🇮🇹 Ganzoraccio
- 🇩🇪 FSV Sarmtonburg
- 🇳🇱 Johachnaard V.V.
- 🇪🇸 S.D. Quaztolla
- 🇵🇹 C.D. Raltonvegua
- 🇺🇦 FC Nortovka
- 🇹🇷 Cantlesir Spor
- 🇵🇱 K.S. Szelawce
- 🇸🇪 Jorudberg FF
- 🇩🇰 Hjorwesland BK
- 🇦🇹 FK Odersteich
- 🇧🇪 KVC Meirkugaurt
- 🇷🇴 CS Iolceanicu
- 🇬🇷 A.C. Nitsaloskis
- 🇪🇺 PES United
- 🇪🇺 WE United

Questo campionato è formato da 18 squadre e appare nel Campionato Master come seconda divisione. Le squadre sono modificabili interamente in modo che ogni giocatore possa creare al loro posto la seconda divisione preferita.

## Stadi

### Con licenza
| #  | Stadio                | Nazione     | Squadra          |
| -- | --------------------- | ----------- | ---------------- |
| 1  | Old Trafford          | Inghilterra | Manchester Utd   |
| 2  | Wembley Stadium       | Inghilterra | Inghilterra      |
| 3  | Camp Nou              | Spagna      | Barcellona       |
| 4  | Santiago Bernabéu     | Spagna      | Real Madrid      |
| 5  | Stade de France       | Francia     | Francia          |
| 6  | Stade Louis II        | Monaco      | Monaco           |
| 7  | Giuseppe Meazza       | Italia      | Inter            |
| 8  | San Siro              | Italia      | Milan            |
| 9  | Stadio Olimpico       | Italia      | Lazio e Roma     |
| 10 | Estádio do Dragão     | Portogallo  | Porto            |
| 11 | Estádio José Alvalade | Portogallo  | Sporting Lisbona |
| 12 | Estádio da Luz        | Portogallo  | Benfica          |
| 13 | Amsterdam ArenA       | Paesi Bassi | Ajax             |
| 14 | El Monumental         | Argentina   | River Plate      |
| 15 | Stadio di Saitama     | Giappone    | Urawa Reds       |

### Senza licenza
| #  | Stadio                    |
| -- | ------------------------- |
| 1  | Rose Park Stadium         |
| 2  | Bristol Mary Stadium      |
| 3  | Ville Marie Stadium       |
| 4  | Estadio del Nuevo Triunfo |
| 5  | Stade de Sagittaire       |
| 6  | Stadio Orione             |
| 7  | Estadio de Escorpiao      |
| 8  | Konami Stadium            |
| 9  | Estadio De Palenque       |
| 10 | Estádio Amazonas          |
| 11 | Mohamed Lewis Stadium     |

Pes 2008
- WE-PES 2003
- WE-PES 2008
- WE-PES 2009 claw
- WE-PES 2010
- WE-PES 2011
- Nike T90 Tracer
- Nike T90 Tracer Hi-Vis
- Nike T90 Ascente Libertadores
- Adidas adiPure 2010

PES Shop
- Sweet-Years 1
- Sweet-Years 2
- Cuscino
- Caramella
- Pallone di cuoio '54
- Palla di carta
- Barile di birra

## Aggiornamenti

### Patch
Patch 1.01
È stata pubblicata il 30 settembre 2010 per abilitare la modalità per l'online e per correggere alcuni bug.
Patch 1.02
È stata pubblicata il 24 novembre 2010 per apportare alcune migliorie al cambiamento del cursore, ai cori e all'intelligenza artificiale dei difensori. Con questa patch i nomi dei giocatori della squadra controllata dalla CPU possono essere disabilitati.
Patch 1.03
È stata pubblicata il 21 dicembre 2010 solo per la versione PC ed apporta migliorie al gioco nella modalità online.

### DLC
DLC 1.00
È stato pubblicato il 12 ottobre 2010 per aggiornare le rose alla chiusura del mercato estivo e le divise di alcune squadre, per aggiungere la nuova maglia di casa della Nazionale inglese, quattro nuovi scarpini Nike, tre nuovi sfondi di Lionel Messi e nuove squadre nella modalità Champions League. Questo DLC presenta un bug: la divisa della Nazionale dell'Irlanda è stata sostituita con quella del De Graafschap.
DLC 1.01
È stato pubblicato il 15 ottobre 2010 per correggere il bug introdotto con il DLC 1.00, sistemando la maglia dell'Irlanda.
DLC 2.00
È stato pubblicato il 21 dicembre 2010. Esso aggiorna 12 divise ed aggiunge i seguenti scarpini:
- Adidas Predator X
- Adidas Adipure IV
- Adidas F50 Adizero
- Puma PowerCat 1.10
- Puma v1.10
- Umbro Gt
- Mizuno Wave Ignitus
- Mizuno Supersonic Wave

DLC 7.00
È stato pubblicato il 15 marzo 2011. Esso aggiorna i trasferimenti alla chiusura del calciomercato invernale, aggiorna le divise della Spagna e della Svezia ed aggiunge 10 nuovi scarpini.

## Accoglienza
La rivista Play Generation diede alla versione per PlayStation Portable un punteggio di 85/100, trovandolo divertente, curato graficamente e dotato di una grande varietà di modalità di gioco. La stessa testata lo classificò come il quinto migliore titolo di sport e settimo miglior titolo per PSP del 2010.